# 米斯特比萨

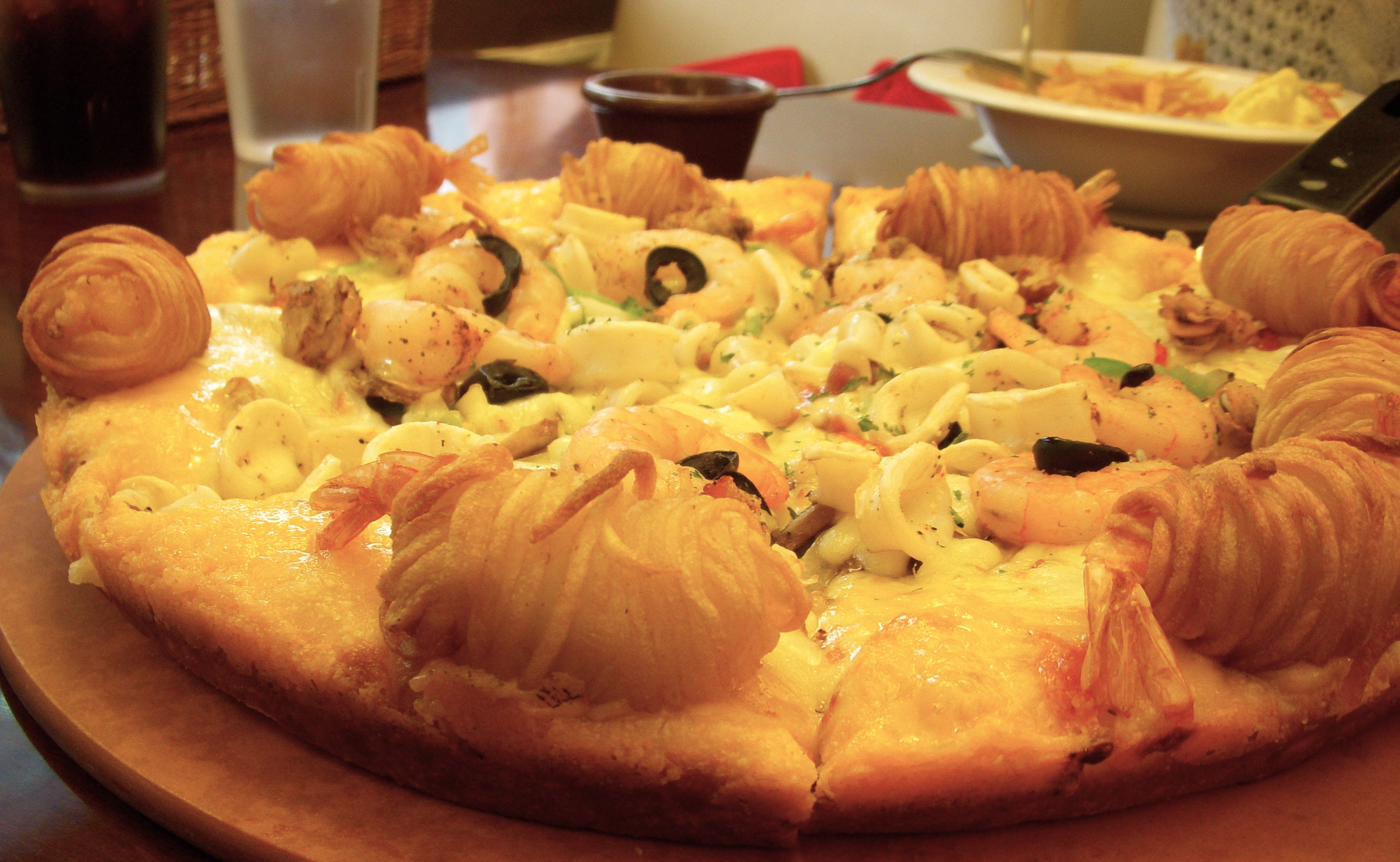
来自米斯特的小海鲜比萨 - 首尔

米斯特比萨（英語： 韩语：미스터피자, Miseuteo Pija，又译为比萨先生）是一家成立于1990年的韩国披萨连锁店。它建在首尔Banpo-Dong的瑞草区。在得到梨花女子大学的建立特许经营后，2000年Mr. Pizza在中国北京开了一家店面。其后在美国洛杉矶的韩国城地区开了一家店铺等，以及最近又在小东京开设了一间店。比萨先生的标志为一个倾斜的、风格化的“比萨饼&手”，它象征着两个人（公司和顾客）仿佛正在握手。